# Partit Liberal Democràtic de Rússia
El Partit Liberal Democràtic de Rússia (en rus: Либерально-демократическая партия России, literalment Liberalno-demokraticheskaya partiya Rossii) és un partit polític nacionalista de Rússia. Ha estat liderat des del 1989 per Vladímir Jirinovski quan encara es coneixia com a Partit Liberal Democràtic de la Unió Soviètica. El partit es descriu a si mateix com a centrista i reformista democràtic. Generalment però, és considerat com un partit ultranacionalista i antisemita, especialment pels mitjans estrangers. El PLDR considera que els seus principals rivals polítics són Iàbloko i el Partit Comunista, alhora que es defineix com a partit de l'oposició. Tot i així, els seus diputats mai van votar en contra del govern de Vladímir Putin.

## Història
Segons l'antic membre del Politburó del PCUS Alexander Nikolàevitx Iakovlev, el Partit Liberal Democràtic de Rússia va ser un projecte conjunt entre alguns líders del PCUS i de la KGB. Iakovlev va escriure a les seves memòries que el director de la KGB Vladímir Kryuchkov presentà un projecte de partit instrumental en una trobada amb Mikhaïl Gorbatxov i l'informà d'una selecció de líders pel partit. Segons la versió de Iakovlev, el nom del partit va ser inventat pel general de la KGB Philipp Bobkov. Tot i així, Bobkov va dir que ell va ser contrari a la creació d'aquest partit sota el control de la KGB.

## Plataforma
Els principals objectius defensats pel partit són:
- Reunificar algunes de les repúbliques soviètiques originals sota una única autoritat estatal, amb una presidència forta, quinze governadors i el rus com a idioma oficial.
- Reformar i consolidar el sistema de justícia de Rússia.
- Establir la pena capital pels sentenciats per terrorisme, assassinat premeditat i altres crims majors.
- Prohibir les sectes religioses "no tradicionals" i/o "fanàtiques" de Rússia.
- Controlar des de l'administració estatal sectors estratègics de l'economia, com ara bé els recursos naturals, la venda d'alcohol i tabac i l'agricultura.
- Abaixar els impostos als productors locals.
- Establir el dret al treball.
- Reformar el sistema de seguretat social.
- Recolzar des de l'administració pública les inversions en tecnologia i agricultura.
- Acabar amb la corrupció al govern.
- Instaurar un sistema econòmic de caràcter proteccionista.
- Controlar des de l'administració estatal totes les terres agrícoles.

## Resultats electorals

### Eleccions presidencials
| Any  | Candidat             | 1a volta  | 1a volta   | 2a volta | 2a volta | Resultat |
| Any  | Candidat             | Vots      | %          | Vots     | %        | Resultat |
| ---- | -------------------- | --------- | ---------- | -------- | -------- | -------- |
| 1991 | Vladimir Zhirinovsky | 6,211,007 | 7,81 / 100 |          |          | Derrota  |
| 1996 | Vladimir Zhirinovsky | 4,311,479 | 5,7 / 100  |          |          | Derrota  |
| 2000 | Vladimir Zhirinovsky | 2,026,513 | 2,7 / 100  |          |          | Derrota  |
| 2004 | Oleg Malyshkin       | 1,405,315 | 2,02 / 100 |          |          | Derrota  |
| 2008 | Vladimir Zhirinovsky | 6,988,510 | 9,35 / 100 |          |          | Derrota  |
| 2012 | Vladimir Zhirinovsky | 4,458,103 | 6,22 / 100 |          |          | Derrota  |
| 2018 | Vladimir Zhirinovsky | 4,154,985 | 5,65 / 100 |          |          | Derrota  |
| 2024 | Leonid Slutski       | 2,795,629 | 3,24 / 100 |          |          | Derrota  |

### Eleccions legislatives
| Any  | Líder                | Vots       | %     | Escons   | +/– | Pos. | Govern                  |
| ---- | -------------------- | ---------- | ----- | -------- | --- | ---- | ----------------------- |
| 1993 | Vladimir Zhirinovsky | 12,318,562 | 22.92 | 64 / 450 |     | 1r   | Oposició                |
| 1995 | Vladimir Zhirinovsky | 7,737,431  | 11.18 | 51 / 450 | 13  | 3r   | Oposició(1995–98)       |
| 1995 | Vladimir Zhirinovsky | 7,737,431  | 11.18 | 51 / 450 | 13  | 3r   | Coalició (1998–99)      |
| 1995 | Vladimir Zhirinovsky | 7,737,431  | 11.18 | 51 / 450 | 13  | 3r   | Suport (1999)           |
| 1999 | Vladimir Zhirinovsky | 3,990,038  | 5.98  | 17 / 450 | 34  | 5è   | Suport                  |
| 2003 | Vladimir Zhirinovsky | 6,944,322  | 11.45 | 36 / 450 | 19  | 3r   | Suport                  |
| 2007 | Vladimir Zhirinovsky | 5,660,823  | 8.14  | 40 / 450 | 4   | = 3r | Suport                  |
| 2011 | Vladimir Zhirinovsky | 7,664,570  | 11.67 | 56 / 450 | 16  | 4t   | Suport                  |
| 2016 | Vladimir Zhirinovsky | 6,917,063  | 13.14 | 39 / 450 | 17  | 3r   | Suport                  |
| 2021 | Vladimir Zhirinovsky | 4,252,096  | 7.55  | 21 / 450 | 18  | 4t   | Suport (2021–24)        |
| 2021 | Vladimir Zhirinovsky | 4,252,096  | 7.55  | 21 / 450 | 18  | 4t   | Coalició (2024–present) |